# Piskar
Piskar (en népalais : पिस्कर) est un comité de développement villageois du Népal situé dans le district de Sindhulpalchok. Au recensement de 2011, il comptait 2 286 habitants.